# 東金ダム
東金ダム（とうがねダム）は、千葉県東金市にあるダム。房総導水路事業の一環で房総半島一円を、導水路 - 揚水機場 - ダム、で結び各水道事業体に引き継ぐためのものであり、東金ダム自身の流域面積は 0.6km2 で大きくはない。

## 地理
香取市佐原の両総用水第一揚水機場で利根川から取水され栗山川源流に流し込まれ、栗山川下流の横芝光町にある房総導水路横芝揚水機場でくみ上げられた水が東金ダムに送水されている。途中の導水路に坂田調整池があり、東金ダムの先には長柄ダムがある。

## 沿革
- 1970年（昭和45年）- 水資源開発基本計画変更（房総導水路掲上）
- 1971年（昭和46年）- 横芝 - 長柄ダム間着工
- 1977年（昭和52年）- 横芝揚水機場完成、暫定通水開始
- 1980年（昭和55年）- 横芝 - 長柄ダム間完成、暫定通水（長生郡市への上水給水）開始
- 1988年（昭和63年）6月 - 東金ダム着工[2]
- 1991年（平成3年）11月19日 - 東金ダム定礎式[3]
- 1995年（平成7年）10月13日 - 東金ダム完成[1]